# San Cristóbal, Guanajuato
San Cristóbal är en ort i Mexiko.   Den ligger i kommunen Irapuato och delstaten Guanajuato, i den centrala delen av landet, 280 km nordväst om huvudstaden Mexico City. San Cristóbal ligger 1 727 meter över havet och antalet invånare är 3 989.
Terrängen runt San Cristóbal är platt åt sydost, men åt nordväst är den kuperad. Runt San Cristóbal är det tätbefolkat, med 343 invånare per kvadratkilometer. Närmaste större samhälle är Irapuato, 12,7 km öster om San Cristóbal. Trakten runt San Cristóbal består till största delen av jordbruksmark.